# Mexikói út (metropolitana di Budapest)
Mexikói út è una stazione della linea M1 della metropolitana di Budapest.

## Storia
La stazione, il cui nome in italiano è traducibile con viale Messicano, rappresenta il capolinea nord-orientale della linea M1.
Fu aperta ufficialmente nel 1973, anno in cui la linea già esistente, operativa già dal 1896, fu prolungata fino a qui. Nello stesso periodo fu anche creato un deposito nelle vicinanze.

## Strutture e impianti
La stazione si trova ad una profondità di circa 30 metri sotto il livello del suolo. Oltre ai collegamenti con tram e autobus, nei dintorni troviamo anche la stazione ferroviaria Rákosrendező e il punto di partenza dell'autostrada M3, che collega la capitale ungherese alla città di Miskolc.